# 조지 차키리스
조지 차키리스(George Chakiris, 1934년 9월 16일 ~ )는 미국의 배우, 연극 배우, 텔레비전 배우, 댄서, 가수, 영화배우이다.

## 영화
- 춤추는 할리우드 - 뮤지컬의 역사 (2008년) - 본인 역
- 레 데무와젤르 런트 우 25 언스 (1993년)
- 드라큐라의 저주 (1990년)
- 슈퍼보이 (1988년)
- 꿈꾸는 낙원 (1978년)
- 달라스 (1978년)
- 닥터 게논 (1969년)
- 원 라이프 투 리브 (1968년)
- 로슈포르의 숙녀들 (1967년) - 에티엔 역
- 파리는 불타고 있는가? (1966년)
- 633 폭격대 (1964년) - Lt. 에릭 버그먼 역
- 플라이트 프럼 이사야 (1964년)
- 태양의 왕 (1963년) - 발람 역
- 다이아몬드 헤드 (1963년)
- 부베의 여인 (1963년)
- 웨스트 사이드 스토리 (1961년) - 버나도 역
- 미트 미 인 라스 베가스 (1956년)
- 브리가둔 (1954년)
- 화이트 크리스마스 (1954년)
- 그녀에게 기회를 (1953년)
- 신사는 금발을 좋아한다 (1953년)
- 위대한 카루소 (1951년)
- 송 오브 러브 (1947년)